# 岩澤信夫
岩澤 信夫（いわさわ のぶお、1932年（昭和7年）1月28日 - 2012年（平成24年）5月4日）は、境循環型の稲作農法である冬期湛水不耕起栽培を提唱し、普及活動を展開した農業技術者。

## 略歴
千葉県成田市生まれ。旧制成田中学校を卒業後、農業に従事。
- 1980年よりPFO研究会を組織し、千葉県、茨城県、山形県、秋田県で低コスト増収稲作の研究と普及を始める。
- 1983年ころより、不耕起移植栽培の実験に着手し、1985年に提唱、普及活動をはじめる。
- 1989年より、農機メーカーと不耕起田専用の田植機の開発に取り組む。
- 1993年に日本不耕起栽培普及会[1]を設立、会長を務める。
- 1994年、田んぼの「冬期湛水」を提案。
- 1997年、井関農機が不耕起田専用の田植機を完成させる。
- 2002年に、不耕起栽培を学びたい農家を対象に自然耕塾[2]を開校、自然耕塾苗つくり研修会[3]を毎年実施中である。
- 2008年、「不耕起移植栽培」の普及に尽力し、環境問題に一石を投じるとともに、日本の農業のあるべき姿を模索した功績により第42回吉川英治文化賞受賞。
- 2012年5月4日午前9時46分、肺炎にて死去[4]。80歳没。

## 著書
- 『新しい不耕起イネつくり　土が変わる田んぼが変わる』[5] 農山漁村文化協会 1994年
- 『不耕起でよみがえる』[6] 創森社 2003年
- 『究極の田んぼ　耕さず肥料も農薬も使わない農業』[7] 日本経済新聞出版社 2010年
- 『生きもの豊かな自然耕』[8] 創森社 2010年

## 出演番組
- 知るを楽しむ（人生の歩き方） （NHK）

第1回 日本の農業はコメだ（2008年9月3日放送）

第2回 耕さない田んぼが農家を変える（2008年9月17日放送）

 第3回 生きものが集まり人が集まる（2008年9月24日放送）

 第4回 田んぼを守るために（2008年10月1日放送）

- 熱中トーク：不耕起で稲はたくましく育つ （BSジャパン　 2004年4月18日、25日放送）

- ETV特集：耕さない田んぼが環境を変える （NHK　 2003年11月15日放送）